# One Piece (manga)
One Piece (ワンピース Wanpīsu på japanska) är en manga ritad och skriven av Eiichiro Oda, först publicerad i tidningen Shūkan Shōnen Jump 1997. Mangan har sedermera blivit en av världens största franchiser med en omsättning omkring 140 miljarder yen (dryga 9,3 miljarder svenska kronor) 2025.
Över hundra mangavolymer har släppts i ursprungslandet Japan, varav de 66 första hann översättas till svenska innan översättningen lades ner på grund av sjunkande försäljning. I Sverige gavs mangan ut av Bonnier Carlsen och den sista volymen kom 2013.

## Miljö
"One Piece" utspelar sig i en fiktiv värld främst uppgjord av hav och öar.

### Världsdelar

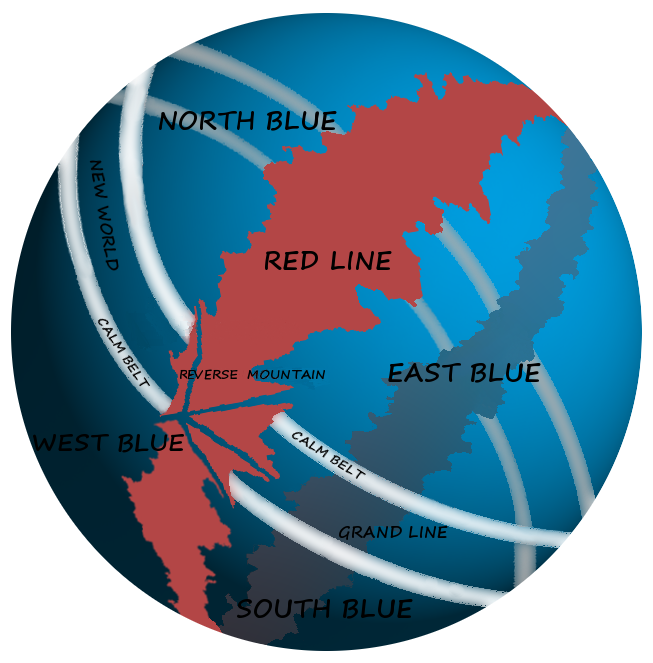
Enkel avbildning av One Piece-världen.

One Piece-världen är indelad i fyra världshav: Norrblå (Överblå), Söderblå, Österblå och Västerblå. Världshaven skiljs åt av superkontinenten Röda Bandet och den korsande storslagna havsleden/farleden Storleden, vilka cirklar runt världen och korsar varandra för bilda de fyra haven. Den nordvästra sträckan på Storleden kallas nya världen.
Röda bandet är en geologisk mur med branta klippväggar och kan bara korsas vid en handfull ställen. Storleden fungerar istället som ett hav i sig. Det kryllar av enorma sjöodjur och havskungar (sjöormar) och stör ut vanliga loggnålar (kompasser) så navigation blir omöjlig. Att lämna leden är svårt då den omgivs av miltals sträckor vindstilla hav.

### Djävulsfrukter
I One Piece-världen finns det många så kallade djävulsfrukter, frukter som ger den som äter dem övernaturliga krafter, till priset av att man förlorar förmågan att simma, vilket är en stor nackdel i en värld byggd kring sjöresor.

## Handling

### Bakgrund
One Piece-berättelsen tar plats i en tid då pirater härskar på haven. Eran började när mannen som kallades "kungen av pirater", Gol D. Roger (felstavat Gold Roger på sin efterlysning), avrättades för sjöröveri. Vid sin död utropade han att hans mytomspunna skatt, "One Piece", fanns på riktigt, och att den som fann den blir den nya kungen av pirater. Detta blev startskottet på en världsomfattande jakt för att hitta skatten han lämnat efter sig och erövra hans titel. One Piece sägs finnas vid slutet av Storleden, men ledens faror hindrar folk från att nå den.

### Inledning
Flera år efter Gol D. Rogers död, har en piratklan, ledd av Shanks den rödhårige, slagit sig ner i den lilla byn Kvarnbyn i Österblå. Där finner han huvudpersonen Monkey D. Ruffy (på engelska: Luffy) som då är liten. Ruffy har av misstag ätit djävulsfrukten Gummifrukten, som förvandlar hans kropp till gummi och gör honom elastisk och formbar. Han beundrar Shanks, som vid ett tillfälle räddade hans liv, och har som mål att en dag överträffa honom. Shanks överlämnar då sin stråhatt till Ruffy och ber honom att han ska lämna tillbaka den först när hans mål har uppnåtts.
Som 17-åring ger sig Ruffy ut på havet för att själv bli pirat och förverkliga drömmen om att bli den nya kungen av pirater. På sin resa träffar han personer som blir medlemmar i hans besättning, utforskar öar och besegrar kraftfulla fiender, vilka består av bland annat marinkårssoldater och andra pirater, medan han hela tiden flyttar sig framåt i Storleden på jakt efter One Piece.
Efter ett tag blir handlingen mer komplicerad, huvudpersonerna får mer information om världens historia och de brott som världens regering har begått. Genom sina äventyr påverkar de också världens maktbalans oavsiktligt.

## Figurer (urval)

### Stråhattsklanen
Ruffys piratklan har genom sin ryktbarhet erhållit namnet "stråhattsklanen" eller "stråhattarna" av sina vederparter, en referens till motivet på deras sjörövarflagga: en dödskalle med korsade benknotor bonad av en stråhatt, direkt taget från kapten Ruffys primära val av huvudbonad, en halmhatt han fått från sin mentor Shanks den rödhårige. Deras första flaggskepp hette Going Merry, vilket kom att bli kölskadat och sänkt. Deras andra flaggskepp heter Tusende Sol (på engelska: Thousand Sunny) och är ändamålsbyggt för klanen. Klanen består av följande medlemmar:
- Monkey D. Ruffy (öknamn: ”Ruffy stråhatt”) – kapten och ledare över stråhattsklanen. Har ätit paramecia-djävulsfrukten för gummi, "gummifrukten", vilket givit honom förmågan att ofantligt töja sin kropp. Hans mål är att bli kungen av pirater.
- Lolonoa Zoro (öknamn: ”piratjägaren Zoro”) – svärdskämpe i stråhattsklanen. Använder sig av tre sablar eller katana för strid, så kallad ”tresvärdsteknik”, vilket motsvarar ett svärd pär hand och ett i munnen. Hans mål är att bli världens bästa svärdsman.
- Nami (öknamn: ”kattjuven Nami”) – navigatör och styrman i stråhattsklanen. Har ett stort förakt mot pirater i allmänhet men har en bakgrund som tjuv. Använder sig av en väderbildande stav för strid.
- Usopp (självbenämnd ”Usopp den stolte”) – skarpskytt och vapensmed i stråhattsklanen. Använder sig av en kraftig slangbella och olika former av granater för strid.
- Vinsmoke Sanji (öknamn: ”Sanji svartben” eller ”svartfot”)[7] – skeppskock och slagkämpe i stråhattsklanen. Använder sig av mycket kraftiga sparkar i svarta finskor för strid, därav sitt öknamn.
- Tonytony Choppa – skeppsläkare i stråhattsklanen. Är egentligen en ren (med blå mule) som har ätit zoan-djävulsfrukten för människa, "mullerfrukten", vilket givit honom mänsklig tal- och tankeförmåga, samt förmågan att förvandla sig till människa eller till olika former och grader av ren-människo-hybrider.
- Nefertari Vivi (alias: ”prinsessan Nefertari Vivi av Alabasta”) – symbolisk medlem i stråhattsklanen. Som prinsessa av kungadömet Alabasta har hon efter värvning i klanen ej kunnat följa med klanen på färd som resultat av sitt ämbete.
- Nico Robin (öknamn: ”djävulsbarnet”) – arkeolog och historiker i stråhattsklanen. Har ätit paramecia-djävulsfrukten för blomning, "blomfrukten", vilket givit henne förmågan att ofantligt spröta kroppsdelar från närliggande ytor. Vill lära sig om det mytomspunna "tomma seklet" i världens historia.
- Franky (alias: ”stålmannen Franky”) – snickare och hantverkare i stråhattsklanen. En före detta timmerman som byggt om sig själv till en cyborg. Använder sig av olika inbyggda vapen och dylikt för strid, såsom att skjuta kanonkulor ur armarna och liknande. Har byggt klanens nuvarande flaggskepp, Tusende Sol.
- Brukk (alias: ”soulkungen”) – musiker och svärdsman i stråhattsklanen. Har ätit paramecia-djävulsfrukten för liv, "livsfrukten", vilket givit honom förmågan att inte dö, varav han med tiden förvandlats till ett levande skelett. Detta ger honom mycket hög rörlighet och förmågan att springa på vatten.
- Valhaj (alias: ”havets riddare”) – rorsman och slagkämpe i stråhattsklanen. Tillhör fiskfolket (fiskmänniskohybrider) och använder sig av fiskkarate för strid; en karatebaserad kampsport som även inkluderar bändning av vatten.

## Volymer
Listan upptar alla hittills utgivna One Piece-volymer på svenska. Svenska utgåvan nedlagd efter volym 66. Därefter enbart engelskspråkig utgåva och utgivningsdatum.

1. Äventyret börjar (2003-03-25)
2. Ruffy mot Clownen Buggy (2003-04-25)
3. Skattjakten fortsätter (2003-05-25)
4. Ulv i fårakläder (2003-06-25)
5. Vem ska besegras? (2003-07-25)
6. Löftet (2003-08-25)
7. Den gamle (2003-09-25)
8. Nu ska du dö! (2003-10-25)
9. Namis tårar (2003-11-25)
10. Karate under vattnet (2003-12-25)
11. Den grymmaste skurken (2004-01-25)
12. Början på legenden (2004-02-25)
13. Simma lugnt (2004-03-25)
14. Instinkt (2004-04-25)
15. Full fart framåt! (2004-05-25)
16. Du får som du vill! (2004-06-25)
17. Kampen i snön (2004-07-25)
18. Storebror (2004-08-25)
19. Varning för monster! (2004-09-25)
20. Slutstriden i Albana (2004-10-25)
21. Utopia (2004-11-25)
22. Hopp! (2004-12-25)
23. Vivis äventyr (2005-01-25)
24. Människans drömmar (2005-02-25)
25. Hundramiljonersmannen (2005-03-25)
26. Äventyret på gudarnas ö (2005-04-25)
27. Ouverture (2005-05-25)
28. Stridsdemonen (2005-08-25)
29. Oratorium (2005-10-25)
30. Vansinnesmelodin (2005-12-25)
31. Vi väntar! (2006-02-25)
32. Fågelsång (2006-04-25)
33. Davy Stöldkamp!! (2006-07-25)
34. Sjuvatten – havets huvudstad (2006-09-25)
35. Kapten (2006-11-25)
36. Den nionde rättvisan (2007-01-25)
37. Herr Tom (2007-03-25)
38. Raketmannen (2007-05-25)
39. Strid om ett pris (2007-09-25)
40. Växel (2007-11-25)
41. Krigsförklaring (2008-03-25)
42. Piraterna mot CP9 (2008-06-25)
43. Hjältelegenden (2008-07-25)
44. Vi ska hem (2008-09-25)
45. Jag förstår att ni är upprörda (2008-11-25)
46. Äventyret på spökenas ö (2009-01-25)
47. Molnigt med spridda benskurar (2009-04-25)
48. Ods äventyr (2009-08-25)
49. Nattmaran Ruffy (2009-12-01)
50. Åter framme (2010-02-25)
51. Duval Järnmask (2010-04-25)
52. Roger och Rayleigh (2010-07-25)
53. En härskares anlag (2010-08-25)
54. Ingen kan längre stoppa det (2010-10-25)
55. Ett paradis i helvetet (2011-03-25)
56. Tack (2011-05-25)
57. Det avgörande slaget (2011-07-15)
58. En era vid namn Vitskägg (2011-08-15)
59. Portgas D Ace dör (2011-12-15)
60. Lillebror (2012-01-03)
61. Romance Dawn i den nya världen (2012-03-06)
62. Äventyr på Fiskfolkets ö (2012-05-01)
63. Otohime och Tiger (2012-07-03)
64. 100 000 mot 10 (2012-09-04)
65. Börja om från början (2012-11-06)
66. Vägen som leder mot solen (2013-03-05)
67. Cool Fight (juni 2013)[a]
68. Pirate Alliance (sept 2013)
69. S.A.D. (dec 2013)
70. Doflamingo Appears (mars 2014)
71. Coliseum of Scoundrels (juni 2014)
72. Dressrosa's Forgotten (sep 2014)
73. Operation Dressrosa S.O.P. (jan 2015)
74. Ever At Your Side (april 2015)
75. Repaying the Debt (aug 2015)
76. Just Keep Going (nov 2015)
77. Smile (febr 2016)
78. Champion of Evil (maj 2016)
79. LUCY!! (aug 2016)
80. Opening Speech (nov 2016)
81. Let's Go See the Cat Viper (feb 2017)
82. The World Is Restless (maj 2017)
83. Emperor of the Sea, Charlotte Linlin (aug 2017)
84. Luffy vs. Sanji (nov 2017)
85. Liar (feb 2018)
86. Emperor Assassination Plan (maj 2018)
87. Bittersweet (aug 2018)
88. Lion (nov 2018)
89. Bad End Musical (feb 2019)
90. Sacred Marijoa (maj 2019)
91. Adventure in the Land of Samurai (aug 2019)
92. Introducing Komurasaki the Oiran (nov 2019)
93. The Star of Ebisu (apr 2020)
94. A Soldier's Dream (aug 2020)
95. Oden's Adventure (dec 2020)
96. I am Oden, And I Was Born to Boil (apr 2021)
97. My Bible (aug 2021)
98. Vassals of Glory (dec 2021)
99. Straw Hat Luffy (maj 2022)
100. Color of the Supreme King (aug 2022)
101. The Stars Take the Stage (dec 2022)
102. The Pivotal Clash (apr 2023)
103. Warrior of Liberation (juli 2023)
104. Shogun of Wano, Kozuki Momonosuke (nov 2023)
105. Luffy's Dream (mars 2024)
106. A Genius's Dream (juli 2024)
107. The Hero of Legend (nov 2024)
108. Better Off Dead In This World (mars 2025)

1. ↑  Utgåvan på svenska nedlagd. Namnet och utgivningsdatumet gäller den engelskspråkiga utgåvan.

## TV-serier
- One Piece (anime) – tecknad TV-serie
- One Piece (TV-serie) – otecknad TV-serie

## Datorspel
Det har kommit flera datorspel baserade på One Piece. Några spel är One Piece: Pirates' Carnival, One Piece: Unlimited Adventure, One Piece: Unlimited World Red och One Piece Odyssey.